# فرودگاه سیگار لیک
فرودگاه سیگار لیک (به انگلیسی: Cigar Lake Airport) یک فرودگاه خصوصی است که یک باند فرود شن و ماسه دارد و طول باند آن ۱۵۹۷ متر است. این فرودگاه در کشور کانادا قرار دارد و در ارتفاع ۴۷۴ متری از سطح دریا واقع شده‌است.